# Stadsdelen van Oslo
Oslo, hoofdstad van Noorwegen, bestaat uit 15 stadsdelen (Noors: bydeler). De stadsdelen hebben allen verantwoordelijkheid voor zaken als: basisgezondheidszorg, kleuterscholen en sociaal beleid.
De 15 stadsdelen van Oslo zijn (inwonersaantallen per 1 januari 2011, totaal aantal inwoners Oslo: 599 230):
| Stadsdeel         | Inwoners | Oppervlakte (in km²) |
| ----------------- | -------- | -------------------- |
| Alna              | 47 025   | 13,7                 |
| Bjerke            | 28 226   | 7,7                  |
| Frogner           | 51 120   | 8,3                  |
| Gamle Oslo        | 43 770   | 7,5                  |
| Grorud            | 26 291   | 8,2                  |
| Grünerløkka       | 47 256   | 4,8                  |
| Nordre Aker       | 47 433   | 13,6                 |
| Nordstrand        | 46 888   | 16,9                 |
| Sagene            | 35 115   | 3,1                  |
| St. Hanshaugen    | 33 137   | 3,6                  |
| Stovner           | 30 178   | 8,2                  |
| Søndre Nordstrand | 35 843   | 18,4                 |
| Ullern            | 30 744   | 9,4                  |
| Vestre Aker       | 44 320   | 16,6                 |
| Østensjø          | 46 244   | 12,2                 |

Verder hebben het stadsdeel Marka en Sentrum hun administratie in andere stadsdelen.